# Association sportive Vita Club (club omnisports)
Cet article concerne le club omnisport. Pour la section football et celles des autres sports, voir AS Vita Club et AS Vita Club (homonymie).
L'Association sportive Vita Club, est un club omnisports, de la ville de Kinshasa. Il est connu aussi sous le nom de V Club, diminutif de « Vita Club ».
Le club a été fondé en 1935 par Honoré Essabe, qui réunit un groupe pour scinder le Daring Faucon club en deux et crée le FC Renaissance. Et par la suite, il devient le premier président du club. Et on choisit comme couleurs du nouveau club le vert et le jaune,
Le club tient sa permanence, le siège de son club de boxe et judo à la 16e Rue Limete Poids lourd.

## Historique

### Historique du club
La pratique du football tarde à conquérir l'Afrique, et le Congo en particulier. Au début du XXe siècle, le Congo est cependant en plein essor industriel et attire les étrangers, dont le père Raphaël de la Kethulle, un prêtre missionnaire scheutiste belge, connu sous le sobriquet de Tata Raphaël - « Tata » signifiant « papa ». Il crée le club US Léopoldville et le Daring Faucon et en raison de mésententes au sein du club Honoré Essabe. Il réunit un groupe pour scinder le club en deux et crée le FC Renaissance. Et par la suite, il devient le premier président du club. Et on choisit comme couleurs du nouveau club le vert et le jaune,.
En 1939 le nom change et devient AS Diables Rouges, puis en 1942 AS Victoria Club ensuite en 1971 le club est baptisé AS Vita Club à la suite de la zaïrianisation.
Le 17 décembre 1976, le club prend officiellement le statut de club omnisport, avec la création des disciplines telles que le judo, la boxe, le karaté et l'affiliation du club de basket féminin qui été créé en 1971 mais sans être membre du club de 1935. En 1996 sous la direction de Jean-Martin Mboyo Ilombe (père d'Ilombe Mboyo) la section Handball voit le jour et l'année suivante sous la direction de Grégoire Yombo Kebeji Njila le Volley ball intègre le club omnisports et la dernière affiliation du club se fait en Juin 2023 sous la direction de Bestine Kazadi avec l'achat du FCF Avenir (créé en 2014) le 13 juin et le 17 le club change de nom et devient FCF Vita Club,.

### Premier comité sportif
- Président :  Honoré Essabe
- Tuteur :  Raoul de Souza
- Président d'honneur :  Dr. André Staub (Consultant Général de France)
- Autres membres :  Ferdinand Essandja,  Hardy,  Albert Bandele,  Gold Coast,  Alexis Tshimanga,  Jean Mbutu,  Ondoka[5],[6].

### Création par Honoré Essabe
La pratique du football tarde à conquérir l'Afrique, et le Congo en particulier. Au début du XXe siècle, le Congo est cependant en plein essor industriel et attire les étrangers, dont le père Raphaël de la Kethulle, est un prêtre missionnaire scheutiste belge, connu sous le sobriquet de Tata Raphaël - « Tata » signifiant « papa ». Il crée le club US Léopoldville et le Daring Faucon et en raison de mésententes au sein du club Honoré Essabe, il réunit un groupe pour scinder le club en deux et crée le FC Renaissance. Et par la suite, il devient le premier président du club. Et on choisit comme couleurs du nouveau club le vert et le jaune,.
Le club organise ses matchs d'abord au Stade Cardinal-Malula en 1937, déménage au Stade Tata Raphaël en 1957. L'équipe obtient de bons résultats, que ce soit en championnat de Léopoldville dont la première édition a lieu en 1918, qu'en Coupe du Congo belge, première compétition nationale lancée en 1957. Union de Léopoldville lors de la première édition du championnat de Léopoldville l'année de la création du club, la saison suivante le même club remporte la compétition, les Renais menés par Essabe gagnent à la saison suivante et remportent ainsi leur premier trophée officiel. Inscrits à la première édition de la Coupe du Congo belge, ils s'inclinent en finale (5-1) face au Saint Eloi de Lubumbashi, qui donne naissance au FC Saint Éloi Lupopo.
En 1939 le nom change et devient AS Diables Rouges, puis en 1942 AS Victoria Club.
Le club voit sa chute au premier championnat national en 1958. Lors du championnat de Léopoldville le Vita remporte et se qualifie pour le championnat national. Lors de la finale face au Saint Eloi, le club s'incline 5 buts à 1,.
Le dimanche 4 janvier 1959 le club rencontre l'AS Mikado dans une rencontre soldée par le score de 3-1 en faveur de Mikado tandis que le meeting de l'ABAKO de Joseph Kasa-Vubu qui devait se dérouler à la place YMCA dans le quartier Renkin est annulé. La défaite concédée était à l'origine des émeutes qui ont emmené le pays à son indépendance. Bilan du jour 59 morts selon les colons et 120 selon ABAKO,,,.
Malgré leur défaite en finale de la coupe du Congo en 1967, le président Luambo engage le coach Thiago. En 1969 lors de la finale du tournoi quadrangulaire, le club s'incline devant le TP Englebert 6-1 et la même année le club remporta l'AFKIN.
Le dimanche 6 décembre 1970, Vita jouait contre le Daring au Stade Tata Raphaël. Tex Mbungu joueur du Daring inscrit 3 buts et Raoult inscrivit le quatrième, menant 4-0. À la reprise, le V club marqua quatre buts et revenait au score grâce à Luyeye, Kibonge, Mayanga et Mayaula qui inscrit le dernier but de la soirée.
Et le 10 décembre 1970, l'AFKIN suspend le Vita à cause des jets des pierres faits par les supporteurs en colère alors que le club était mené 4-0.
Et en cette année, le vita gagne son premier titre national après un report du championnat.
En 1971, le club change de nom et devient AS Vita Club à cause de la Zaïrianisation.
En 1973, le club dirigé par Franco Luambo et entraîné par Yvon Kalambayi ; il bat Mighty Jets par forfait au second tour, en quart de finale, le club bat le Stade malien au Mali 3-0 et 4-1 à Kinshasa. En demi-finale aller, le Vita à Kinshasa obtient une victoire 3-0 mais compliquée au retour après une défaite 3-1 face aux Léopards Douala. Le 23 novembre 1973 au Kumasi Sports Stadium, contre l'Asante Kotoko, le match est soldé par un score de 4-2 en faveur des locaux après 90 minutes de jeu. Le 16 décembre 1973, Vita a besoin d'une victoire de 3-0 pour remporter le titre. Le score final du match retour est de 3-0, en résultats cumulés 5-4,,,.
Le club remporte le Championnat et la Coupe en 1971, 1972, 1973, 1975, 1977.

### Les années de déclin
Principalement marqué par la finale de la Coupe des clubs champions en 1981, et 2 titres de champion du Zaïre en 1980 et 1988, 3 Coupe du Zaïre en 1981, 1982 et 1983 et 2 Trophées du Challenge Papa Kalala en 1982 et 1983.
En 1981, Vita a de nouveau atteint la finale de la Coupe des Champions, mais a perdu les deux rencontres contre la Jeunesse sportive de Kabylie (0-5),.
Le 14 juin 1984, V Club joue contre AC Matonge au Stade Reine Astrid quand Bobo tombe en plein match.
Le numéro 13 historique du club a été enterré au Cimetière de Kintambo.
Comptant 3 Championnat national en 1993, 1997 et 2003, une coupe du Congo en 2001, 4 EPFKIN en 2001, 2002, 2004 et 2005, et 3 Supercoupe de Kinshasa en 2002, 2005 et 2006
Le 27 mars 2007, Gabriel Amisi, dit « Tango Four », est placé à la tête du club. Le colonel Emmanuel Tshisekedi s'établit à la tête de la section football.
Après le départ de Denis Goavec, Florent Ibenge, qui vient de Chine, est placé à la tête du staff technique. Depuis son arrivée, il a joué une finale de Ligue des champions de la CAF en 2014, 2 Ligue 1 en 2015 et 2018, une Supercoupe du Congo en 2015 et une finale de la Coupe de la confédération en 2018.
En juin 2023, le club achète les droits du FCF Avenir de Kinshasa et a désormais un club de football féminin qui joue son premier match en clôture des IXes Jeux de la Francophonie contre son éternel rival DC Motéma Pembe match gagné par 3 buts à 2,.

## Palmarès
En additionnant le nombre de trophée nationaux et internationaux, on obtient au total 38 sacres dont 26 nationaux pour le football et 1 international pour le football.
| Section          | Titres nationaux | Titre internationaux | Total |
| ---------------- | ---------------- | -------------------- | ----- |
| Basket-ball      | 11               | 0                    | 11    |
| Football         | 26               | 1                    | 27    |
| Handball         | 0                | 0                    | 0     |
| Volley-ball      | 6                | 2                    | 8     |
| Boxe             | 1                | 1                    | 2     |
| Judo             | 1                | 0                    | 1     |
| Football féminin | 0                | 0                    | 0     |
| Total            | 45               | 4                    | 49    |

## Sections sportives
L'AS Vita Club assure à ses adhérents la pratique des sports suivants :
- Basket-ball - voir article BC Vita Club (1971)
- Football - voir article AS Vita Club (1935)

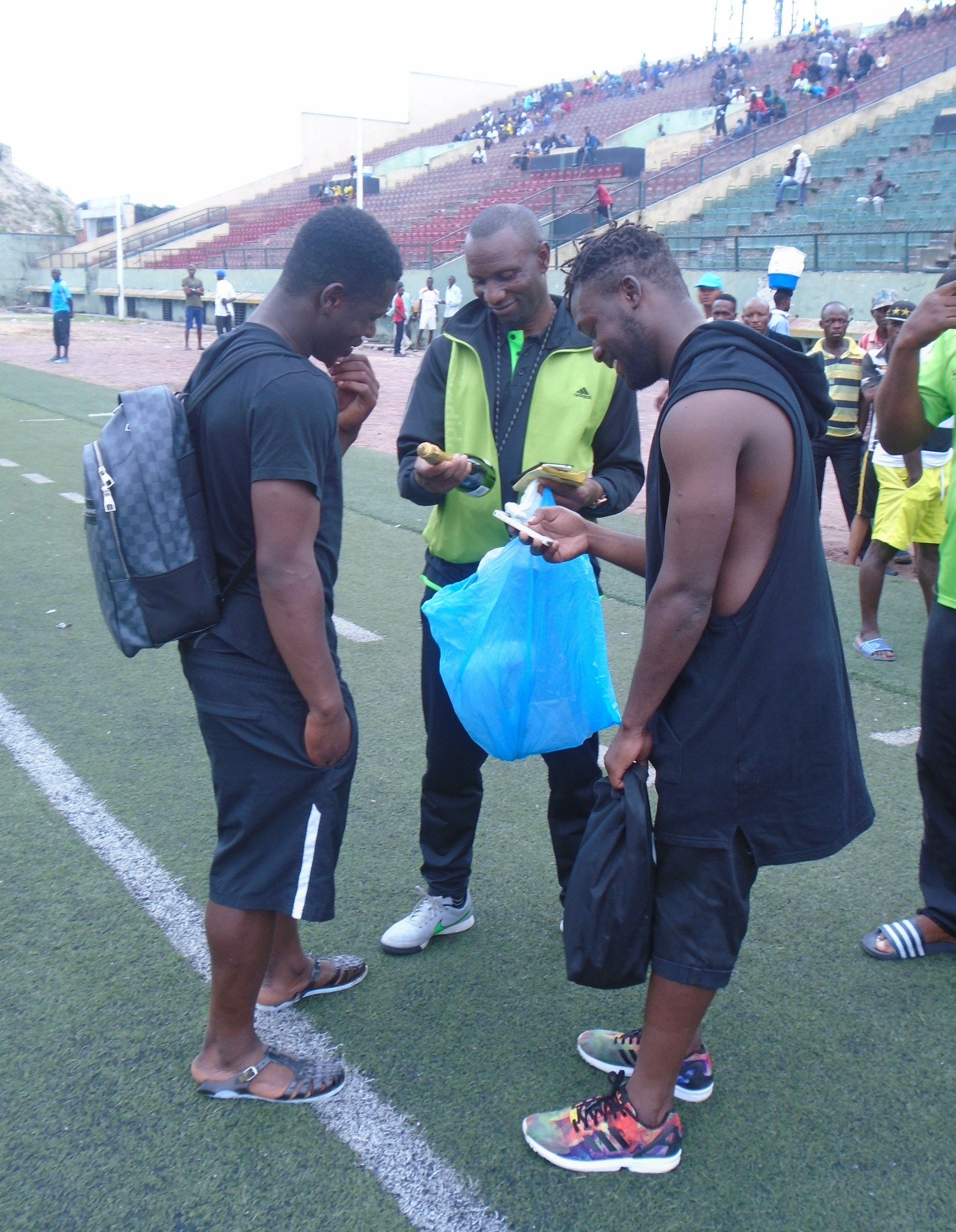
Entraîneur Florent Ibenge et deux joueurs

- Handball - voir article HC Vita Club (1996)
- Volley-ball - voir article VC Vita Club (1997)
- Judo - voir article Judo Vita Club (1976)
- Boxe - voir article Boxing Club Vita Club (1976)
- Football féminin - voir article FCF Vita Club (2023)

Par ailleurs, une section de Karaté, le Karaté Club Vita Club, fondée en 1976, et aujourd'hui dissoute.

## Personnalités du Club

### Comité
Le vice-président noté ci-dessous est le président de la section football :
- Président :  Vacant
  - Vice-président Football :  Flory Mapamboli
  - Vice-président Basket-ball :  Albert Yende
  - Vice-président Handball :   Constant Mopanzé
  - Vice-président Volleyball :  Zezé Masikini
  - Vice-président Boxe :  Adolph Katende
  - Vice-président Judo :  Christian Monkua
  - Vice-président Football féminin :
- Secrétaire Général :  Jean de Dieu Kimpepe Lukwendilu[24]
  - Secrétaire Général Adjoint :  Franck Lokuli
- Trésorière :  Achille Ngeyitadila[25]
- Président comité des supporteurs :  Delou Mulumba
- Directeur Sportif :  Lelo Mbele[26]

### Conseil suprême
- Président :  Gabriel Nyombi
- Secrétaire:  Maufranc Mambuene

## Liste des présidents

### Coordination
1. 1935-1949 :  Honoré Essabé[27]
2. 1949-1952 :  Édouard Tezorini Azzo
3. 1952-1955 :  Mathieu Masaya
4. 1955-1957 :  Antoine Maphaka
5. 1957-1959 :  Léon Zangabi Neko
6. 1959-1961 :  François Silu
7. 1961-1964 :  Henri Ngina
8. 1964-1965 :  Pierre Roger Bia-Kibasa Mayiza
9. 1965-1967 :  Clément Aponga Egbende Baba
10. 1967-1969 :  Franco Luambo[28]
11. 1969-1970 :  Pierre Moyowabo wa Sungumadi
12. 1970-1973 :  Franco Luambo[28]
13. 1973-1975 :  Simon Opango Ibombo Malamu ma Tongo
14. 1975-1980 :  Jean-Jacques Kande Dzambulate
15. janvier 1981-1982 :  Emmanuel Sinda Dinzey Ntotila
16. Mars - Juillet 1982 :  Pierre Roger Bia-Kibasa Mayiza
17. Juillet - Décembre 1982 :  Raphaël Rousseau Kumbu ki Lutete (intérim)
18. Décembre 1982 - Juin 1983 :  Robert Masamba Ngalifuru
19. Juin 1983 - Janvier 1984 :  Franco Luambo[28]
20. Janvier 1984 - Janvier 1985 :  Léonard Armand Makani Ntondo
21. Janvier - Juillet 1985 :  Grégoire Mbuyi Kana
22. Juillet - Septembre 1985 :  Sylvain Litho Ngobwa
23. Septembre 1985 - Janvier 1986 :  Philémon Mpeti Ngamaswa (intérim)
24. Janvier 1986 - Avril 1987 :  Jean-François David[29],[30]
25. Avril 1987 - Janvier 1990 :  Jean Kindoki Ndoki[31]
26. Janvier 1990 - Mars 1982 :  Gabriel Muaka Kiama Nsoki[32]
27. Mars 1992 - Juillet 1994 :  Timothée Moleka Nzulama
28. Juillet 1994 - Novembre 1994 :  Antoine Tshivuadi Mansanga
29. Novembre 1994 - Juin 1995 :  Georges Jo Bakali Sembe
30. Juin 1995 - Novembre 1996 :  Jean Martin Mboyo Ilombe
31. Février 1997 - Février 1998 :  Grégoire Yombo Kebeji Njila
32. Février 1998 - Décembre 1998 :  André Kimbuta
33. Janvier 1999 - Juillet 1999 :  Michel Mpia Bodiko (intérim)
34. Juillet 1999 - Juin 2000 :  André Kimbuta
35. Janvier 2000 - Juin 2000 :  Clément Patrice Nkongo a Kana
36. Septembre 2000 - Décembre 2001 :  Raph Loali Ikombe
37. Janvier 2002 - Février 2003 :  Jean Martin Mboyo Ilombe
38. Mars 2003 - Mars 2005 :  Pierrot Mumbulu Mumesa
39. Mars 2005 - Mars 2007 :  Eugène Diomi Ndongala
40. 27 mars 2007 - 28 mai 2020 :  Gabriel Amisi Kumba[33],[34]
41. 01 juillet 2020 - 18 décembre 2023 :  Bestine Kazadi[35]
42. 18 décembre 2023 - 19 décembre 2023 :  Déo Vuadi (ntérim)
43. 19 décembre 2023 - 18 avril 2025 :  Amadou Diaby[36]

### Section Handball
1. 2020-2021 :  Jean-Claude Batwamina
2. 2021- :  Constant Mopanzé

### Comité des supporteurs
- 2017-2018 :  Didier Katalisi
- 2019-2020 :  Delou Mulumba